# Ecstasy (singel ATB)
Ecstasy – drugi singel ATB z albumu No Silence. Został wydany 5 lipca 2004 roku i zawiera cztery utwory. Piosenkę zaśpiewała brytyjska wokalistka Tiff Lacey.

## Lista utworów
| Nr | Tytuł                          | Długość |
| -- | ------------------------------ | ------- |
| 1. | Ecstasy (AT&B Airplay Mix)     | 3:20    |
| 2. | Ecstasy (Original Airplay Mix) | 3:34    |
| 3. | Ecstasy (Clubb Mix)            | 5:23    |
| 4. | Ecstasy (A&T Remix)            | 6:47    |